# Liopholidophis dolicocercus
Liopholidophis dolicocercus — вид змій родини Pseudoxyrhophiidae. Ендемік Мадагаскару.

## Поширення і екологія
Liopholidophis dolicocercus мешкають на сході Мадагаскару. Вони живуть у вологих тропічних лісах. Ведуть денний спосіб життя.